# Siegfried von Hobe-Gelting
Siegfried Lambert Cord von Hobe, Freiherr von Gelting (* 17. September 1816 in Ravnstrup bei Næstved; † 24. September 1877 in Rendsburg) war ein schleswig-holsteinischer Gutsbesitzer und Abgeordneter.

## Leben

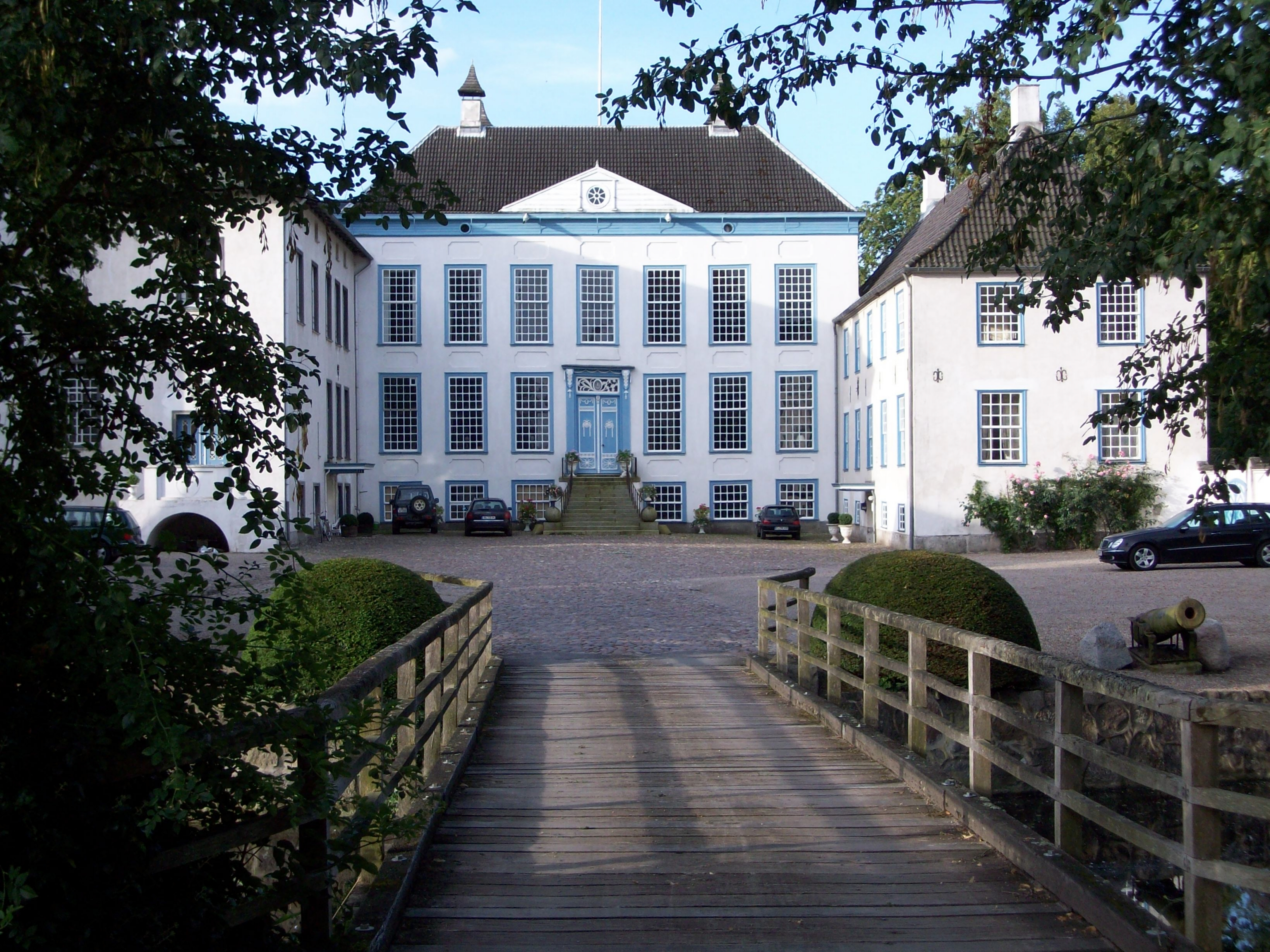
Herrenhaus Gelting

Siegfried von Hobe war der älteste Sohn von Levin Ludwig Christian Leopold von Hobe (1783–1853) und dessen aus Böhmen stammender katholischen Frau Maria Anna, geb. Wohner (1789–1863). Sein Vater erbte 1821 von seinem kinderlosen Onkel Christian Friedrich Rudolph von Geltingen, dem einzigen Sohn des ersten Freiherrn von Gelting, Seneca Inggersen, das Familienfideikommiss-Gut und die Baronie Gelting und wurde daraufhin mit königlichen Patent vom 14. Mai 1828 für sich und seine Nachkommen in den dänischen Freiherrnstand erhoben.
1842 übernahm er das Gut Gelting von seinem Vater durch Abtretung noch zu dessen Lebzeiten.
Obgleich katholisch, nahm er das mit Gelting verbundene Patronat über die St.-Katharinen-Kirche wahr. Dies führte nach Einführung des Sprachreskripts, mit dem die dänische Regierung den Sprachwechsel von dänischen Dialekten (Angeldänisch) zum Deutschen in den mittleren Teilen Schleswigs wie in Angeln und auf der Geest aufhalten wollte, indem Dänisch als Schulsprache eingeführt wurde und die Kirchensprache zwischen Deutsch und Dänisch abwechseln sollte, zu einem weithin beachteten Konflikt. Der Ortspastor Friedrich Wilhelm Valentiner setzte sich gegen diese Verfügung zur Wehr, unterstützt durch den Patron. Wegen seiner antidänischen Haltung wurde Valentiner am 11. Oktober 1851 vom dänischen Amtmann suspendiert, obwohl dieser für das adlige Kirchspiel gar nicht zuständig war. Von Hobe weigerte sich deshalb als Patron, die Stelle als vakant zu melden und damit eine Neubesetzung in die Wege zu leiten, und gab nicht einmal nach, als Valentiner am 29. März 1854 ausgewiesen wurde. Auch die Einführung der dänischen Sprache in den Schulen setzte er nicht durch. 1855 wurde von Hobe mit der Begründung, dass er nicht evangelisch sei, von der Regierung als Patron abgesetzt. Im selben Jahr wurde er als Deputierter der größeren Güter Mitglied der Schleswigschen Ständeversammlung. Noch 1860 brachte von Hobe eine Proposition betreffend Patronatrechte des Guts Gelting in die Ständeversammlung ein, in der er sich gegen die staatliche Einmischung in seine Befugnisse als Kirchenpatron und seine Absetzung verwahrte.
Von Hobe war Magistralritter im Malteserorden. Er gehörte zu den Mitbegründern des von den Maltesern getragenen St. Franziskus-Hospitals in Flensburg und war von 1864 bis zu seinem Tod dessen Kommissar (Verwaltungsleiter).
1864 wurde von Hobe wieder als Kirchenpatron eingesetzt. Nach der Übernahme der Landeshoheit in den Herzogtümern durch Preußen als Folge des Deutsch-Dänischen Krieges wurde Siegfried von Hobe Abgeordneter im Provinziallandtag der Provinz Schleswig-Holstein. Durch Reskript des Heroldsamtes vom 30. Oktober 1875 wurde ihm und seinen Nachkommen in Primogenitur der Freiherrnstand im Königreich Preußen bestätigt. Siegfried von Hobe-Gelting starb während einer Tagung des Landtages in Rendsburg und wurde in der Familiengruft an der Geltinger Katharinenkirche beigesetzt.
Er war seit 1845 verheiratet mit seiner Cousine Adriane Sebranda, geb. Dölle, Tochter des Hofbesitzers Gottlob Dölle auf Dänenteich bei Ahrensburg und der Sophia, geb. von Hobe. Das Paar hatte acht Kinder. Der älteste Sohn Bertram (1849–1916) erbte Gelting, der zweite Sohn Konrad (* 1851) wurde Priester und wirkte lange in Vals in Südtirol, wo die Konrad-von-Hobe-Straße/Via Konrad Von Hobe an ihn erinnert.